# Pelmatosilpha convexa
Pelmatosilpha convexa är en kackerlacksart som beskrevs av Robert Walter Campbell Shelford 1910. Pelmatosilpha convexa ingår i släktet Pelmatosilpha och familjen storkackerlackor. Inga underarter finns listade i Catalogue of Life.